# Команчи
Кома́нчи (от [kɨ.ˈman.ʧi], современный южный паюте [kɨ.ˈmaː.ʧi̥] — «враг, незнакомец», буквально «тот, кто постоянно хочет со мной сражаться») — индейский народ в США. Более половины проживает на юго-западе штата Оклахома.

## Название

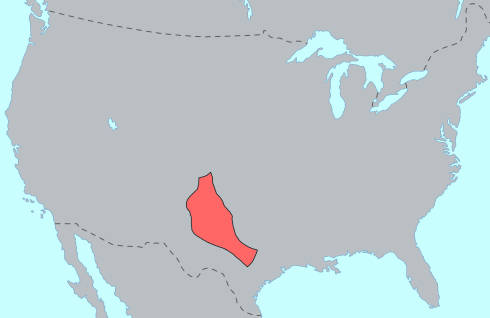
Прежняя область распространения языка команчей

Самоназвание — нуму, мн. ч. нымыны (nʉmʉnʉʉ («человек, люди»)). Впервые наименование команчи встречается в испанских документах 1706 года, сообщающие о нападении команчей на поселение Пуэбло в южном Колорадо. В XVIII веке испанцы переняли у ютов наименование kɨmantsi («враги») в испанизированном виде исп. Comanche (или исп. Comanchi, Cumanche, Cumanchi), которое распространилось в другие языки. До 1740 года французские колонисты с востока иногда называли команчей наравне с апачами словом Padouca, не зная о переселении племени в начале XVIII века.

## Язык

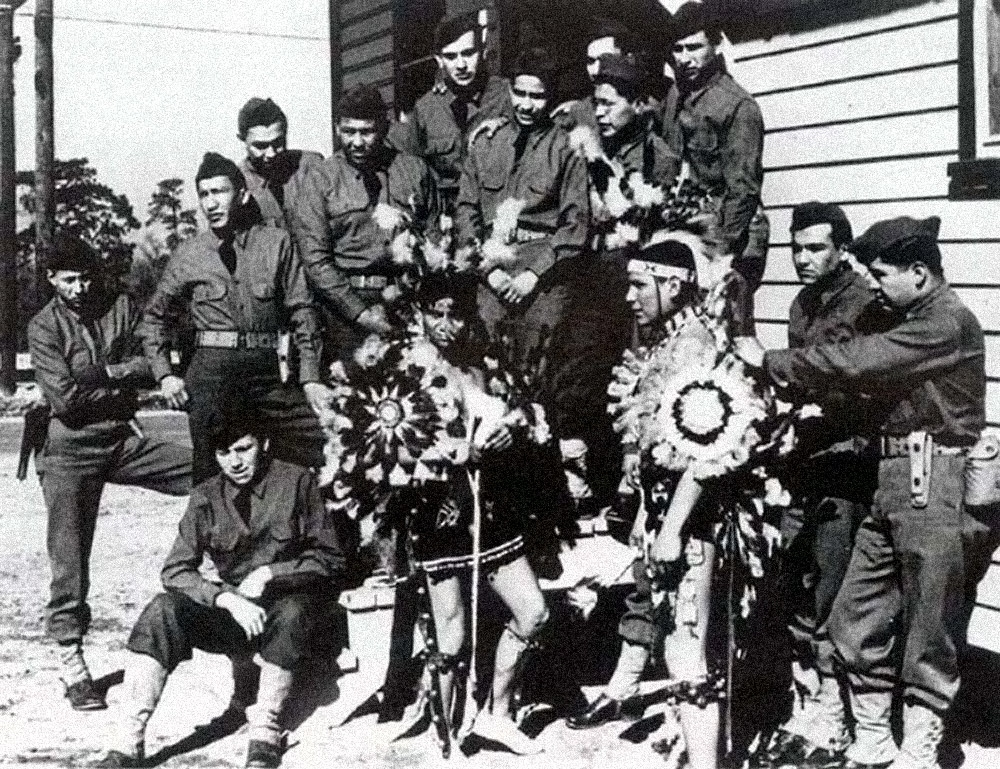
Команчи-шифровальщики в годы Второй мировой войны

В настоящее время большинство команчей говорят по-английски. Около 9 % команчей знают родной команчский язык нумийской ветви юто-астекских языков. Язык близок к языку шошонов.
В годы Второй мировой войны из команчей было создано спецподразделение в составе войск связи, использовавшее команчский язык в качестве шифра.

## Область расселения

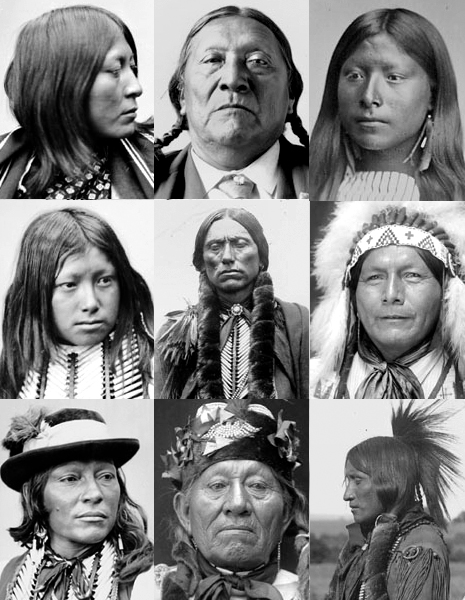
Представители команчей

Ныне живут в резервации в штате Оклахома. В XVII—XVIII веке переселились с восточных предгорий Скалистых гор на р. Норт-Платт. Ранее они проживали на обширной территории северо-западного Техаса, восточного Нью-Мексико, юго-восточного Колорадо и юго-западного Канзаса, которая именовалась Команчерия («земля команчей»). Сами команчи называли свою землю Нумунуу Соокобиту. Западными соседями команчей были навахо, жившие в западном Нью-Мексико и Аризоне.
Этнически команчи делились в XVIII—XIX веке на три группы:
- котсотека («едоки бизонов»),
- ямпарика («едоки кореньев»),
- юпы («лесной народ»).

Затем разделились на семь групп, из которых крупнейшие — пенатека и квахади.
В исторический период существовало тринадцать различных племён команчей, и, возможно, даже больше, которые, однако, остались неидентифицированными. Пять основных племенных групп сыграли важную роль в истории команчей:
1. пенатеки (Penateka — «Едоки мёда») — самая южная группа, проживавшая на территории от плато Эдвардс до истоков рек Центрального Техаса;
2. Средние команчи: ноконы (Nokoni — «Поворачивающие назад») обитали севернее пенатеков и кочевали от Кросс-Тимберс[англ.] Северного Техаса до предгорий Нью-Мексико; небольшие численностью танимы (Tanima — «Поедатели печени») и тенавы (Tenawa — «Те, кто ниже по течению») делили землю с ноконами.
3. коцотеки (Kotsotekas — «Поедатели бизонов») жили севернее на землях современной западной Оклахомы на реке Канейдиан-Ривер.
4. ямапарика (Yamparikas — «Поедатели япа», то есть съедобного корня) были самыми северными команчами, и их владения простирались на север до реки Арканзас.
5. квахади (Quahadis — «Антилопы») была самой крупной группой и кочевала по высокогорным равнинам Ллано-Эстакадо.

Племенные группы состояли из кочевых общин, численностью в 40-200 человек. Кочевые общины состояли из больших семей — нумунахкани, которые объединяли живущие в отдельных типи нуклеарные семьи. Вождь (параиво) племенной группы был главой одной из больших семей. Верховный вождь и общеплеменной совет отсутствовали, поэтому тип их организации в литературе именуется конфедерацией.
У команчей нет собственной резервации. В 1901 году резервацию команчей, несмотря на протесты последних, поделили на частные наделы (аллоды) и, по Соглашению Джерома, всем мужчинам, женщинам и детям было выделено по 160 акров земли. Для церкви, администрации и школы были отведены дополнительные участки. Остальную землю предоставили для заселения, отчего вскоре приезжих на территории бывшей резервации стало больше, чем индейцев. Последовал тяжёлый период для команчей, которые теряли свои земли в результате финансовых неудач или мошеннических схем. Многие покинули родные места в поисках работы, а оставшиеся разбились на лагеря. Вторая мировая война ускорила распад общества команчей, поскольку члены племени уезжали в поисках работы в оборонной промышленности или поступили на военную службу. В послевоенные годы команчи продолжили переезжать в поисках экономической стабильности.
На волне подъёма индейского самосознания в 1960-х годах команчи отделились от межплеменного объединения кайова-команчи-апачи и создали своё племенное управление, расположенное недалеко от Лотона (Оклахома). В 1966 году правительство признало «Племя команчи Оклахомы».
У племени собственное жилищное управление, номерные знаки автомобилей, департамент высшего образования, который выделяет стипендии и финансирует обучение в колледжах. Племени принадлежат 10 табачных лавок и четыре казино:
1. Comanche Nation Casino в Лоутоне[12],
2. Red River Casino в Деволе (Оклахома)[англ.][13],
3. Comanche Spur Casino в Элгине (Оклахома)[англ.][14],
4. Comanche Star Casino в Уолтерсе (Оклахома)[15][16].

### Численность
В начале XIX века команчей насчитывалось 10—12 тысяч человек.
В 1832 году вождь команчей сообщил путешественнику Джорджу Кэтлину, что племя насчитывает 40 тысяч человек и способно собрать до 8 тысяч воинов. Такая высокая численность населения подтверждается Бургмонтом, которому вождь команчей назвал 12 деревень команчей, одну из которых Бургмонт посетил и насчитал там 800 воинов. Если все остальные деревни были столь же плотно населены, то общее число воинов составляло 9 600 человек. В 1774 году французский торговец Ж. Гиньяр писал, что в одном подразделении команчей (найтане, также известные как ямпарика) было 4000 воинов, разделённых на четыре отряда, которые никогда не собирались вместе. В 1786 году испанцы подсчитали, что команчей могло быть до 30 000 человек. Джедидайя Морс примерно в 1820 году оценил численность команчей в 38 000 - 41 000 человек. В 1819 году сообщалось, что в трёх отрядах команчей насчитывалось 2500 воинов. Организация по делам индейцев (англ. Indian Affairs) в 1837 году сообщала о 19 200 людях. Губернатор Чарльз Бент в 1847 году докладывал, что у них было 2500 слуг. В 1849 году Организация по делам индейцев отчиталось о 4000 воинах и 20 000 жителях-команчах. Примерно в середине XIX века военный инженер Эмиэль Уиппл, миссионер Эммануэль Домене и Г. Хоув сообщали, что команчи насчитывают до 30 000 человек.
Численность команчей значительно сократилась во второй половине XIX века. Перепись 1890 года показала, что 1598 команчей проживали с 1140 кайова и 326 кайова-апачами в резервации Форт-Силл в Оклахоме. По данным Организации по делам индейцев, команчей было 1507 (в 1895 году), 1499 (в 1900 году), 1401 (в 1905 году) и 1476 (в 1910 году).
В 1995 году в США было официально зарегистрировано 9722 представителя команчей. Согласно переписи 2000 года, численность команчей составила 10,5 тысяч человек. Согласно переписи населения 2020 года, в США проживают 28 193 команчей.

## История

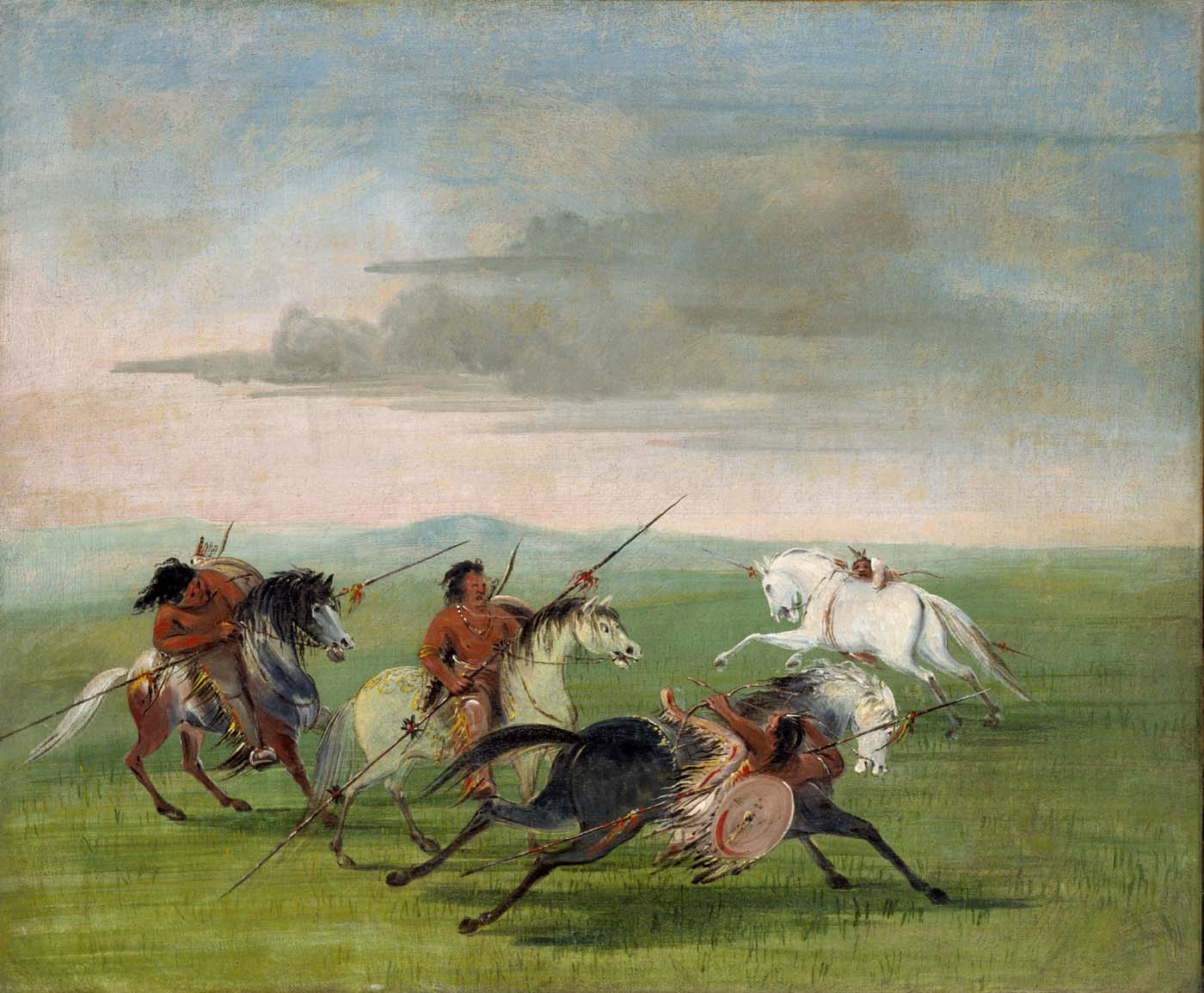
Всадники-команчи. Акварель из альбома Джорджа Кэтлина, ок. 1834—1835 гг. Смитсоновский музей американского искусства

Антропологические данные говорят о горном происхождении команчей, которые отделились от северных шошонов и в качестве охотников и собирателей кочевали по Большому Бассейну на западе континента. Культурные и языковые сходства подтверждают шошонское происхождение команчей.
Команчи, вероятно, отделились от восточных шошонов в XVI веке и двинулись на юг в Колорадо, где стали, как и восточные шошоны, кочевать и охотиться на бизонов в Великих равнинах. Переселение в эти места могло быть результатом климатических изменений, которые привели к увеличению популяции бизонов на Великих равнинах. До них здесь обитали апачи и неолитические уичита.
В конце XVII века в южном Колорадо команчи заключили союз с ютами, образ жизни которых был схож. Осенью команчи делились на группы и до ранней весны занимались охотой и собирательством в западном Колорадо, особенно в долине Сан-Луис. Поздней весной команчи и юты пересекли горы Сангре-де-Кристо и двинулись на восток к Великим равнинам, где в летние месяцы охотились на бизонов. Первыми из степных племён заимствовали лошадь (у юта). Возможно, с лошадьми их познакомил народ пуэбло в 1680-х годах, когда на 12 лет вытеснил испанцев из Нью-Мексико, захватив испанских лошадей. Коневодство кардинально изменило жизнь племени, передвигавшегося прежде пешком. Теперь команчи превратились в хорошо экипированных и ловких всадников. Прежде невиданная мобильность позволила им уйти с гор от соседей-шошонов и переселиться на равнины восточного Колорадо и западного Канзаса, богатых дичью. С Великих равнин команчи продолжили переселяться южнее, где их привлекали тёплый климат, мустанги, множество бизонов и торговые фактории. Команчи выменивали огнестрельное оружие у народа уичита на реке Ред-Ривер. Соседство с сильными и лучше вооружёнными племенами с севера и востока (черноногие, кроу) также подталкивали команчей к переселению. К началу XVIII века обширная территория на Южных равнинах, включая большую часть северного, центрального и западного Техаса, отошла команчам (Команчерия). Здесь они впервые стали известны как команчи. Это название, перенятое у ютов испанцами, вступившими в контакт с команчами в Нью-Мексике в XVIII веке, распространилось в другие языки.

### XVIII век

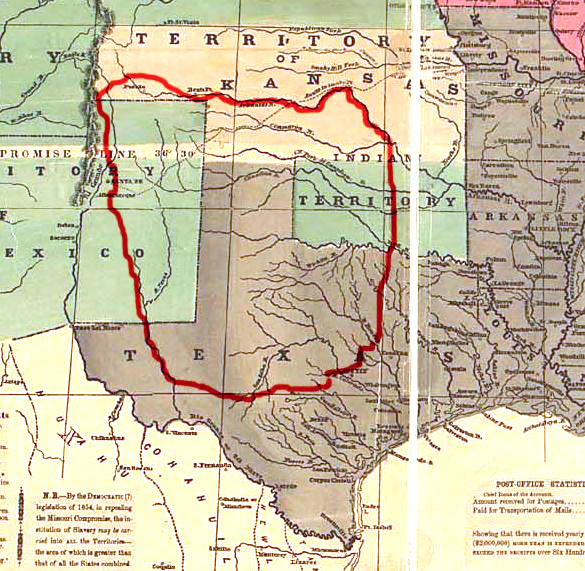
«Команчерия» — зона расселения команчей в 1850 году

В 1706 году первым из европейцев, кто упомянул в документах команчей, был испанский солдат Хуан де Улибарри из поселения пуэбло Таос. Местные вожди сообщили ему, что "неверные из племени юта и команчей собираются напасть на здешних пуэбло". Нападения не последовало, но за команчами (kɨmantsi - «враги») закрепилась репутация агрессивного племени, совершающего набеги на оседлые народы. В начале XVIII века команчи с ютами установили господство над северной границей испанского Нью-Мексико, занимаясь преимущественно угоном скота. В 1716 году губернатор Нью-Мексико направил рейд на мирную стоянку юта/команчей вблизи горы Сан-Антонио, в 140 км севернее столицы Санта-Фе, где были убиты и уведены в рабство жители. После этого инцидента конфликт между испанцами и ютами / команчами приобрёл жестокую форму.

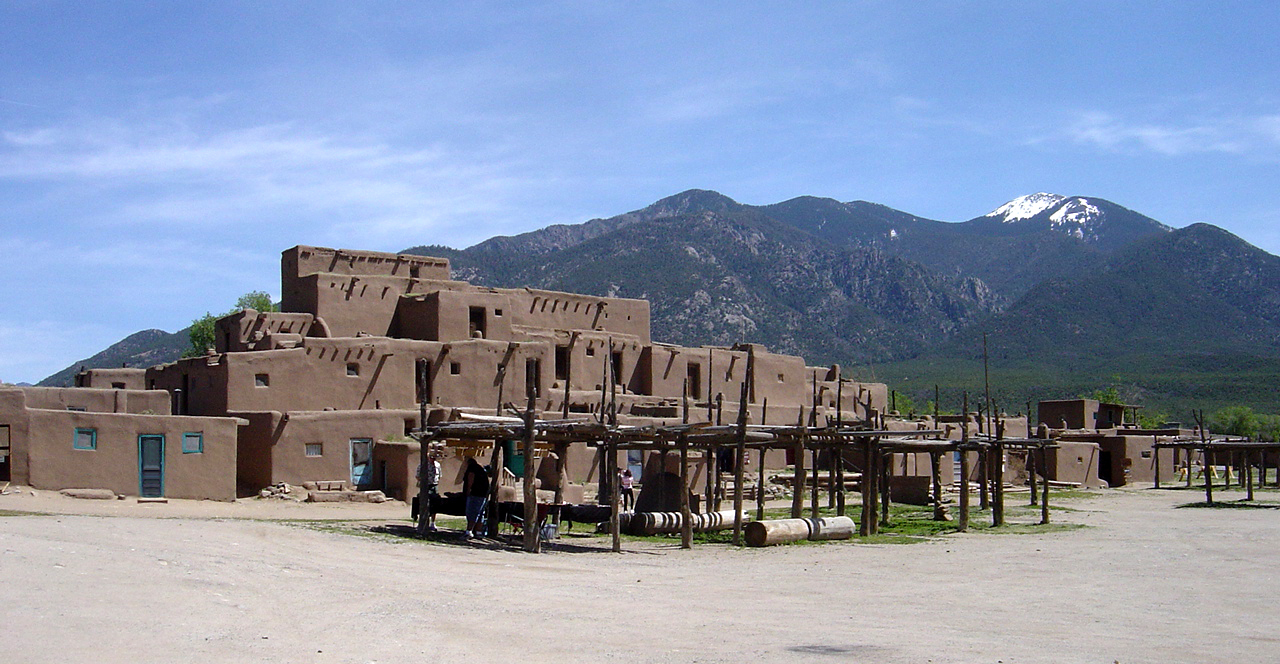
Таос был самым северным поселением испанского Нью-Мексико и центром торговли с команчами.

В 1719 году юты и команчи совершили набег на Таос, где убили несколько человек. В отместку испанский губернатор двинул армию числом более 700 человек (в основном из пуэбло и апачей) на север, в долину реки Арканзас, где спустя два месяца поисков не было обнаружено ни одного юта или команча. Однако экспедиция выяснила, что племена апачей в южном Колорадо подвергаются массовым нападениям со стороны ютов и команчей. Вскоре несколько групп апачей пришли искать убежище в испанских поселениях Нью-Мексико, тогда как другие группы остались враждебны к испанцам и также к команчам. Именно из-за набегов команчей Испанский Техас стал неблагоприятным местом для европейской колонизации. В 1747 году команчи установили торговые отношения с французами из Луизианы. В это время они знакомятся с огнестрельным оружием.
К концу XVIII века образовались две группы команчей: западная группа (Нью-Мексико, Колорадо, Канзас, часть Техаса) сталкивалась с испанскими поселениями в Нью-Мексико; восточная группа (юго-запад Оклахомы и центральный Техас) - с испанскими поселениями в Техасе. Третьим противником команчей были также французы с союзными им индейцами востока Великих равнин. В период своего расцвета в середине XVIII столетия численность команчей достигала 20-40 тысяч человек. Однако в 1774 году испанцы предприняли против команчей карательную экспедицию под началом Фернандеса, захватив пленных. В 1786 году испанцы и команчи заключили мир. В 1796 году последние воевали с осейджами на границе современных штатов Канзас и Миссури.

### XIX век
См. также Техасско-индейские войны
В XIX веке команчи столкнулись с новыми противниками: Пять цивилизованных племён Оклахомы и англоязычные жители заселяли Техас, а эпидемия оспы сразила команчей.
В 1806 году заключили союз с кайова. С 1821 по 1870 годы шли Команчи-мексиканские войны (Команчские войны), когда команчи с союзниками кайова и кайова-апачами совершали крупномасштабные рейды на сотни миль вглубь Мексики.
В 1841 году у команчей появился новый враг: техасские рейнджеры, вооружённые револьверами Кольта. Также в это время команчи прославились как единственный индейский народ, который американцам так и не удалось споить. Команчи никогда не пускали в свои земли бутлегеров и никогда не покупали алкоголь в поселениях американцев, если же бутлегер со своим товаром тайком пробирался к ним, то его ждала неминуемая смерть.
Пенатеки заключили соглашение с немецкими поселенцами под руководством Джона Отфрида Мейзебаха без участия какого бы то ни было правительства. Мейзебах выступил посредником в заключении договора о разделе земель по земельному гранту Фишера-Миллера, в результате чего были образованы 10 округов: Кончо, Кимбл, Ллано, Мейсон, Мак-Каллок, Менард, Шлайкер, Сан-Саба, Саттон и Том-Грин. В отличие от многих договоров того времени, этот договор был кратким и простым, все стороны соглашались на взаимное сотрудничество и совместное пользование землёй. Договор был согласован на встрече в округе Сан-Саба и подписан всеми сторонами 9 мая 1847 года во Фредериксберге (Техас). Немецкая иммиграционная компания была распущена самим Мейзебахом вскоре после того, как она выполнила свою задачу. К 1875 году команчи были переселены в резервации в Оклахоме, когда проиграли Войну на Ред-Ривере.
Известными вождями команчей были Пета Нокона (ум. 1864), воевавший как с мексиканцами, так и с американцами, а также его сын от белой пленницы Куана Паркер (ум. 1911).

## Хозяйство и культура

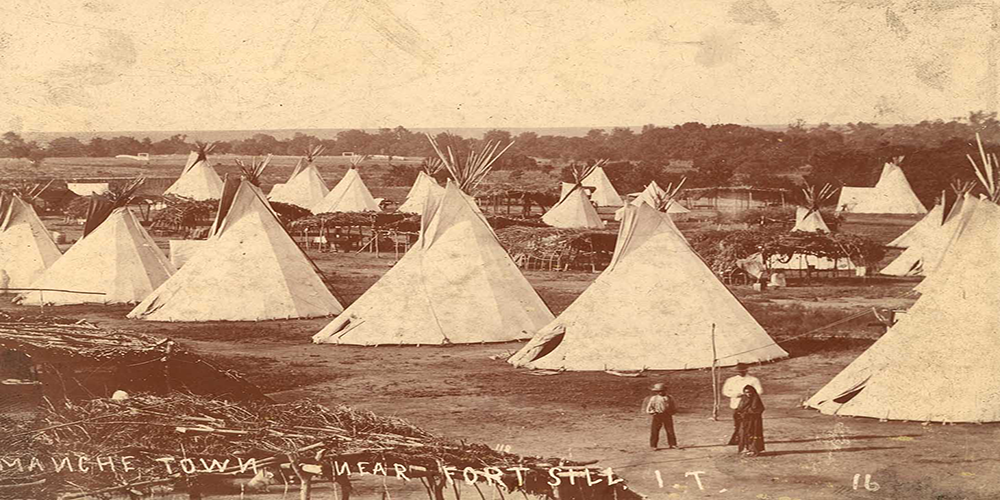
Поселение команчей в конце XIX века

По типу культуры команчи относятся к индейцам Великих равнин. Основное занятие — охота на бизонов, которая с появлением лошади стала более продуктивной. По числу лошадей превосходили остальные соседние племена.
Большинство современных команчей сдают свои наделы белым фермерам и нефтедобытчикам, работают на базах ВВС, пожарными, егерями. Также заняты разведением крупного рогатого скота, работают по найму.
Система родства — гавайского типа. Существовала полигиния. Власть принадлежала собранию вождей общин и военной верхушке.
Воины носили длинные волосы, на макушке собранные, а у висков увязанные в хвосты или косы. Женщины обычно коротко стриглись. Одевались в оленью кожу; когда европейцы завезли ткань, индейцы предпочитали синий или алый цвета. В качестве шлема использовался бизоний скальп с рогами. Обувались воины в высокие сапоги до бедра, окрашенные, как правило, в голубой или синий цвет.

Ежегодный праздник танца команчей (англ. The Homecoming Dance), приуроченный к событию возвращения домой, проходит в середине июля в Уолтерсе, штат Оклахома.

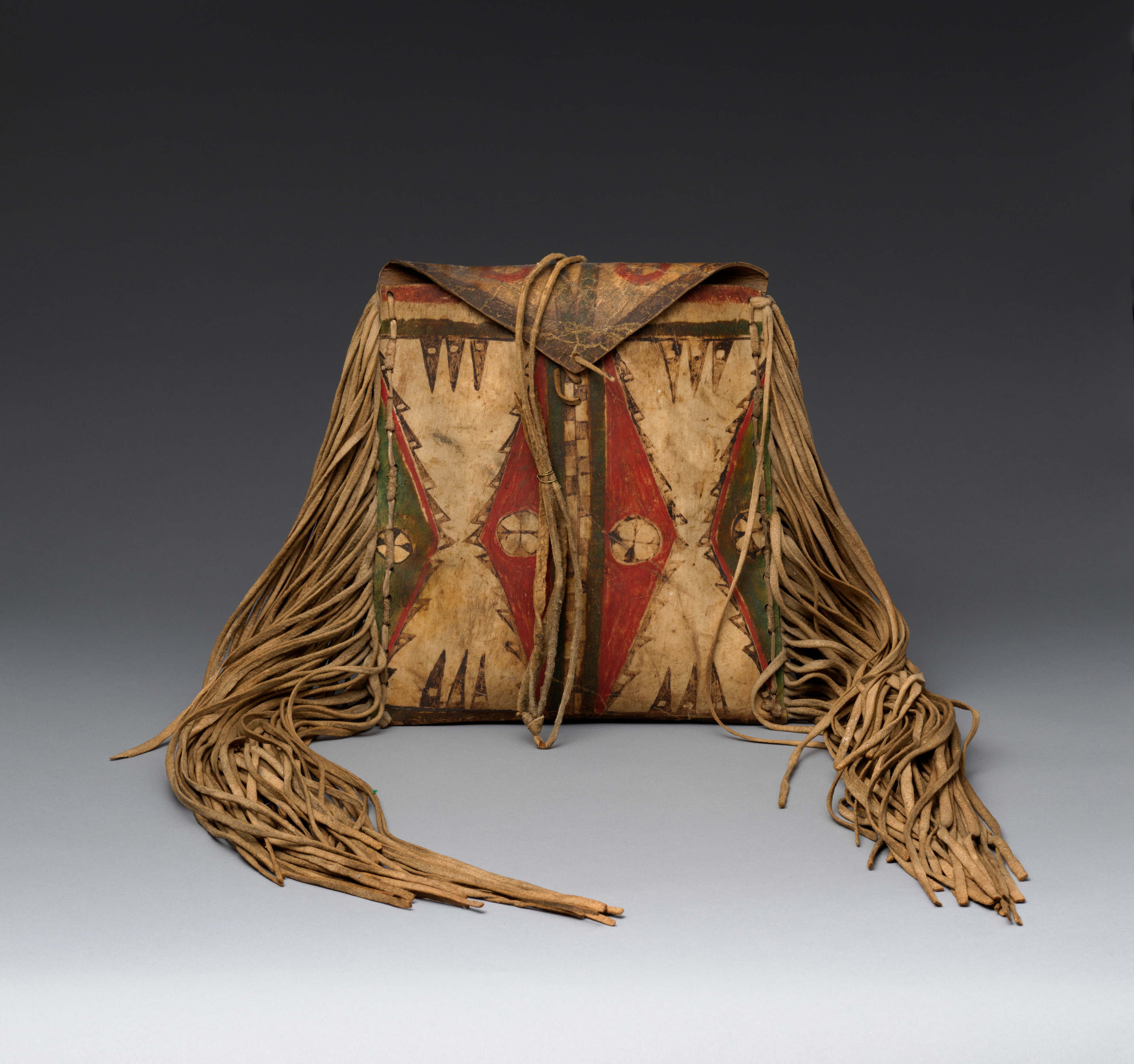
Парфлеш[англ.]-сумка из кожи буйвола, ок. 1850 г. Метрополитен-музей
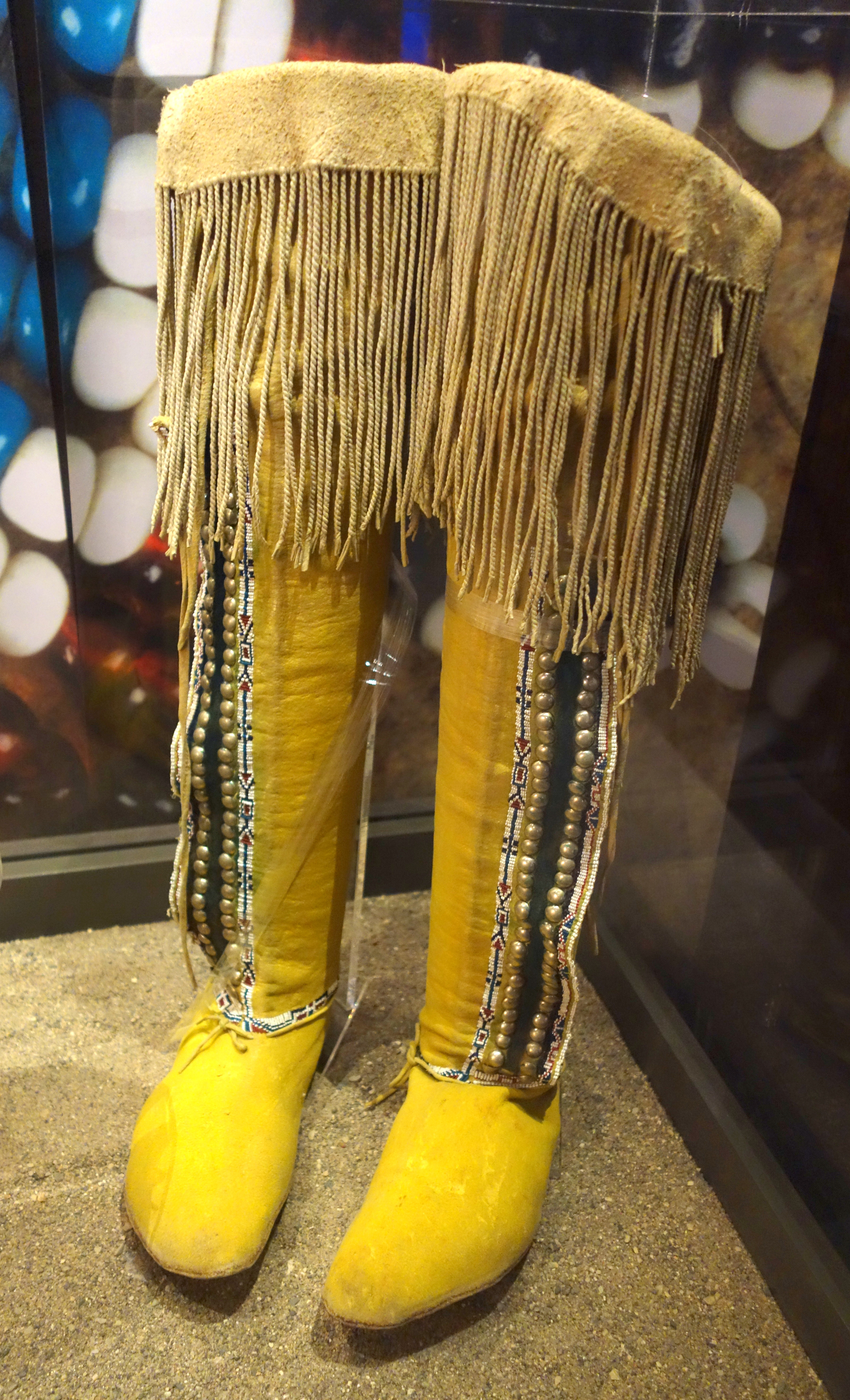
Сапоги, ок. 1890 г. Музей обуви Бата[англ.]  в Торонто.
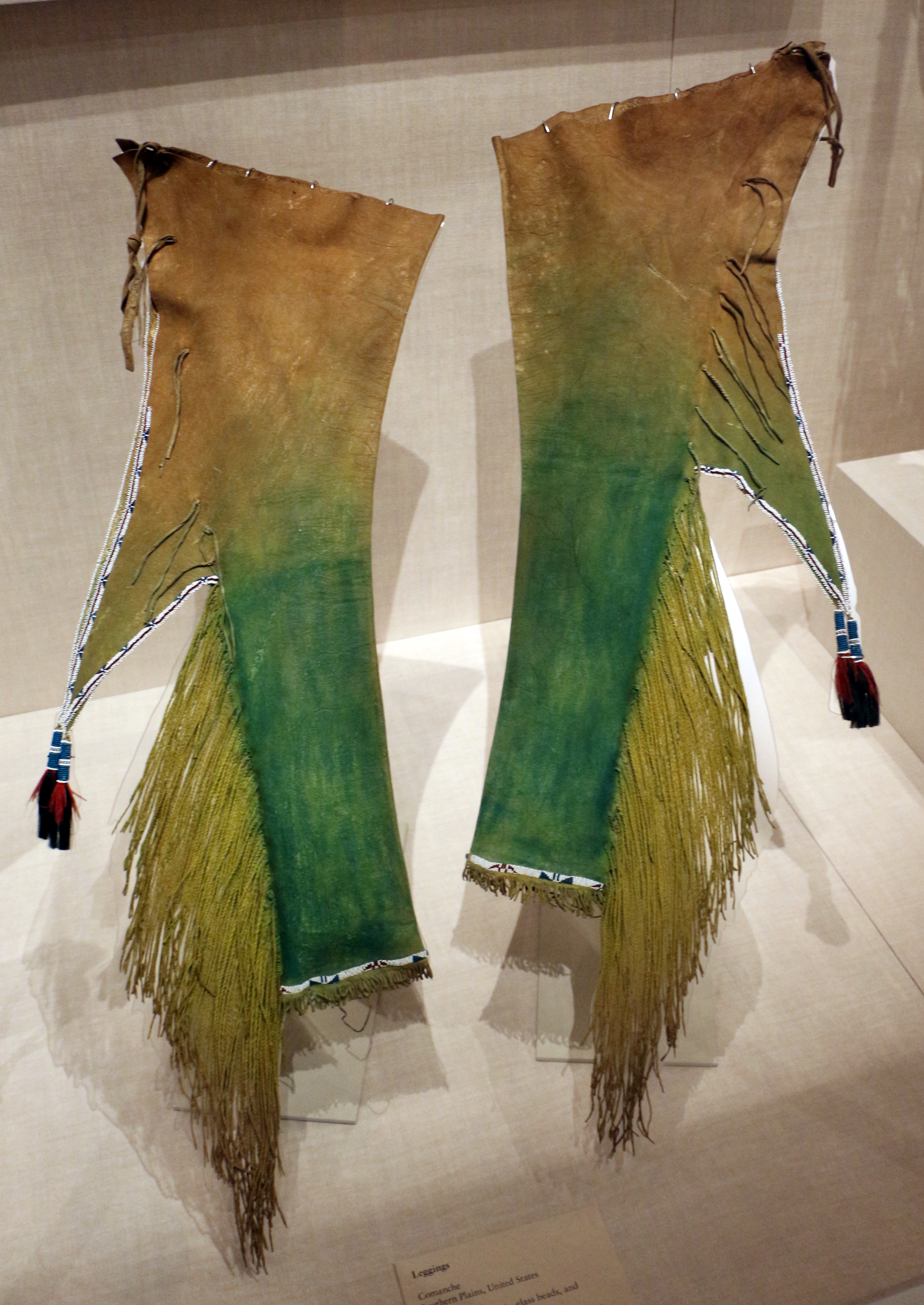
Леггинсы южных равнин, ок. 1895 г. Чикагский институт искусств
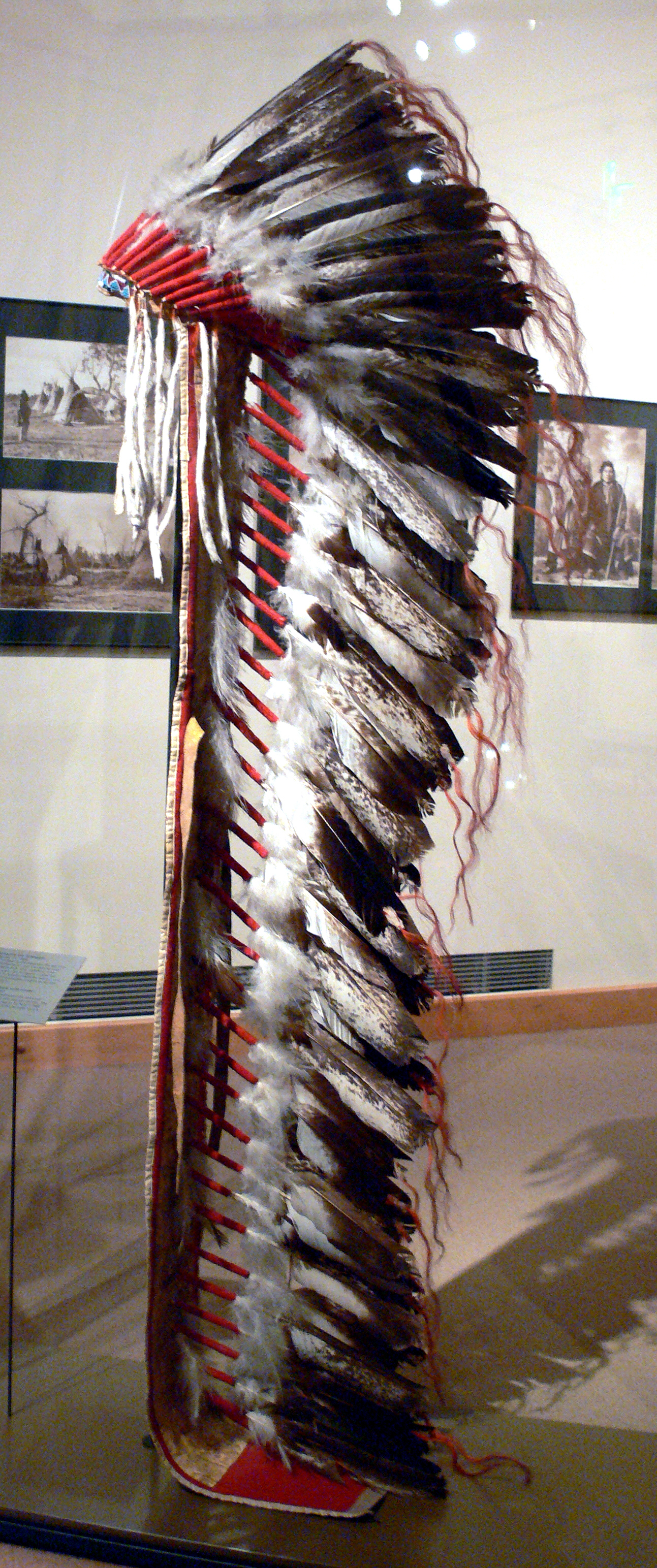
Венец из перьев, ок. 1880 г. Этнологический музей (Берлин)
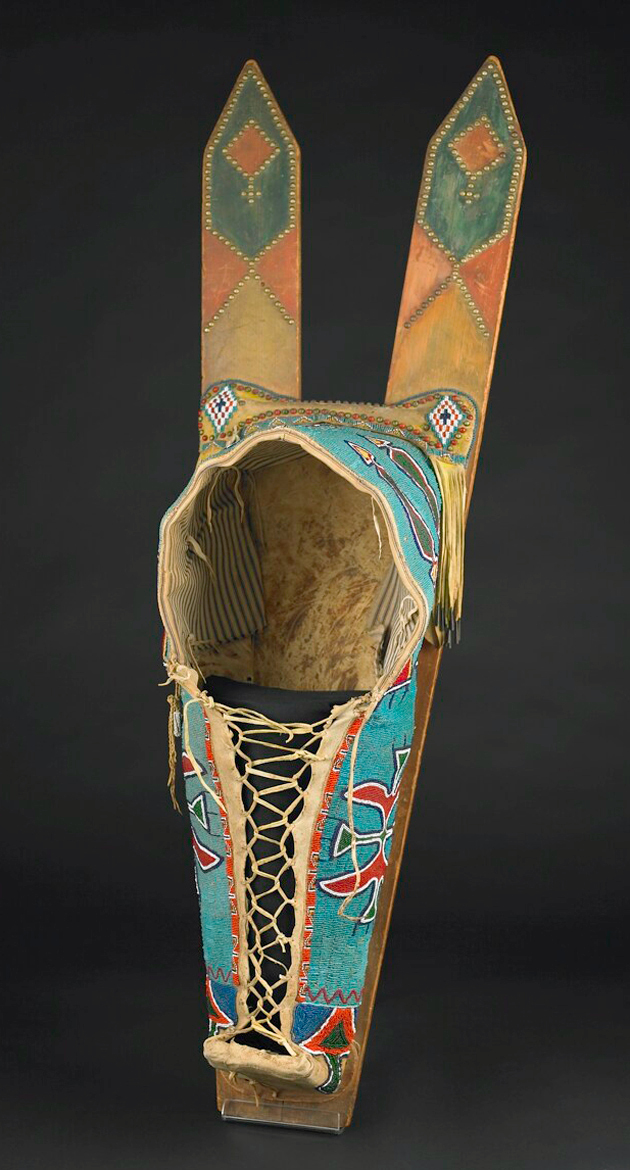
Заспинная доска[англ.] кайова или команчей, ок. 1850 - 1875 гг. Бирмингемский художественный музей[англ.]
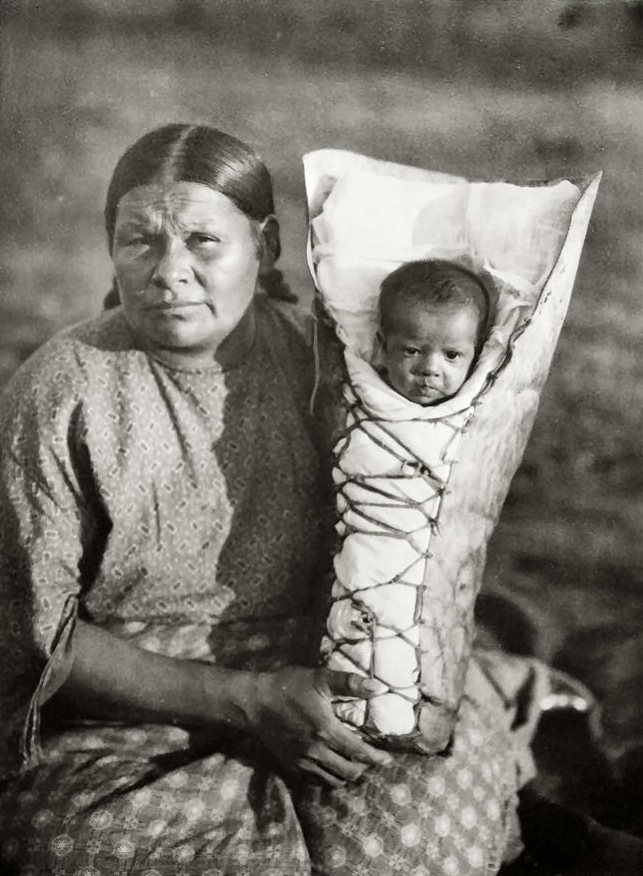
Женщина с ребёнком в заспинной доске[англ.]. Фото Эдварда Кёртиса, 1927 г.

## Военное дело

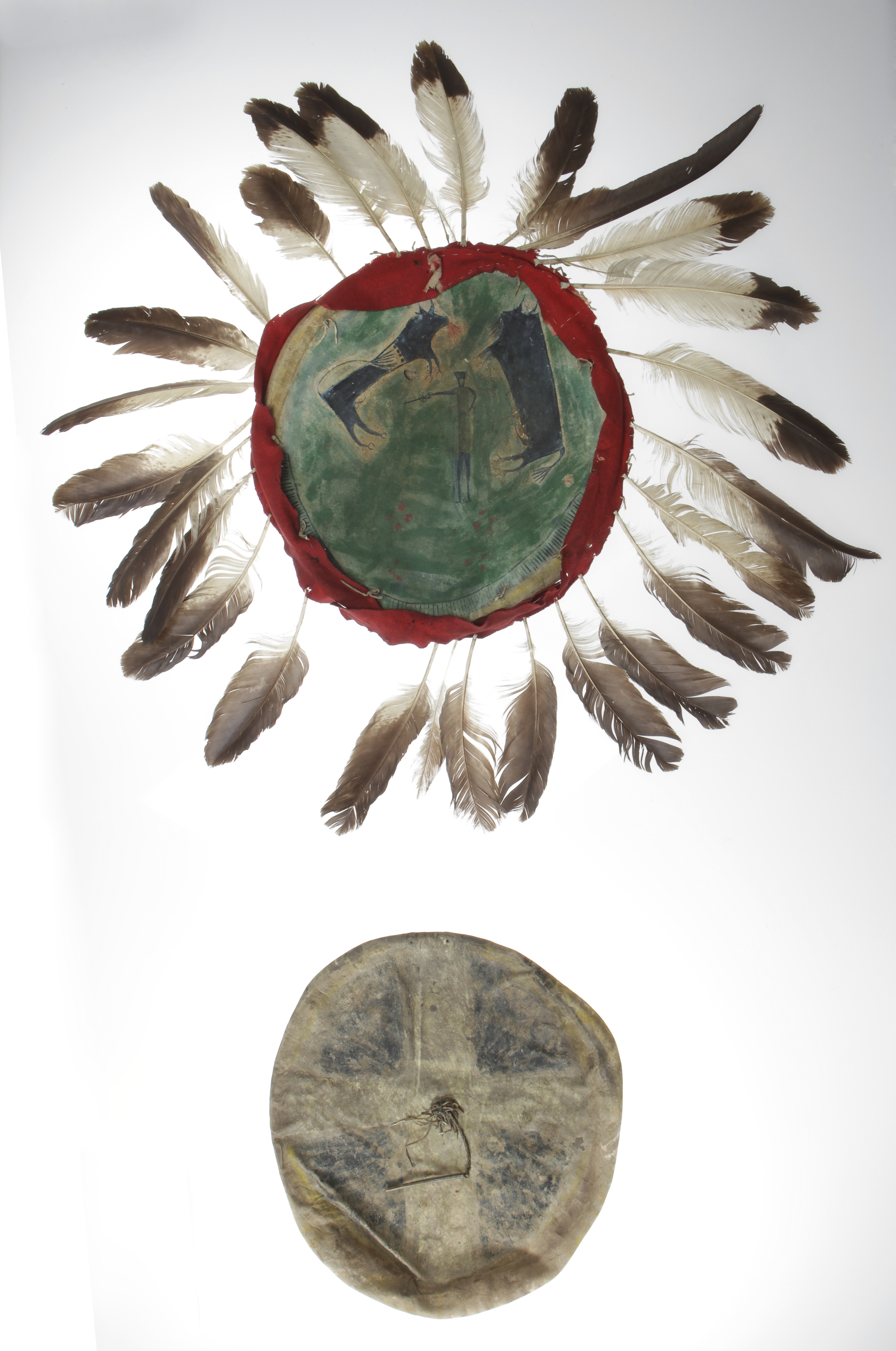
Щит и чехол, ок. 1875 г. с изображением человека между бизоном и лонгхорном, от которых он получает священную силу.

Существовала военная иерархия, весьма напоминающая иерархию европейских войск. Существовали и единые воинские знаки отличия. Среди военных обществ крупнейшие — «бизоны», «вороны», «лисы», «лошади». Среди оружия преобладало колющее, отсюда основной боевой приём — копейная атака в рассыпном конном или пешем строю. Благодаря развитому военному делу — хорошо поставленной разведке, рейдово-засадной тактике действий малыми группами всадников в сочетании с доскональным знанием местности, использованием её защитных свойств и применением эффекта внезапности и действиями ночью (до середины XX века армии европейского типа за редкими исключениями были способны действовать только в светлое время суток, практически все крупные битвы разворачивались днём) команчи первыми из коренных американцев вышли на рубеж эффективного противостояния европейцам — испанцам, французам, британцам, а затем мексиканцам и американцам.
Дозволяя иноязычным индейским племенам охотиться на своих землях, команчи нередко поддерживали с ними военные союзы против белых (постоянными их союзниками были апачи), что было нетипичным для индейцев разной этнической и языковой принадлежности, ведущих постоянные междоусобные войны. Благодаря весьма гибкой дипломатии команчи заключали временные военные союзы то с одними, то с другими своими противниками (с французами против испанцев и т. д.). Команчи — единственные из индейцев, которым удавалось брать штурмом форты белых. Многочисленных заложников, захваченных во время рейдов, они большей частью продавали своим же противникам, частично оставляли в качестве прислуги. Последний фактор привёл к пандемическому распространению европейских болезней, к которым у них не было иммунитета, что сильно подкосило их население и предшествовало началу периода поражений, который усугубляли отсутствие единого органа военного управления (штаба), долговременной стратегии, более мощный демографический потенциал белых и появление в XIX веке у белых многозарядного оружия — магазинных винтовок и револьверов.
В войнах с команчами сформировался полководческий талант будущих генералов Конфедерации, а тогда офицеров армии США Джеба Стюарта и Джеймса Лонгстрита, который проявился на полях гражданской войны в таких же методах — дерзких кавалерийских рейдах, ночных нападениях (более того, в 1830-е годы в войнах с команчами участвовал будущий президент Конфедеративных Штатов, а тогда лейтенант Джефферсон Дэвис).

## Религия
Шаманы (пухакати) получали священную силу через т. н. поиск видений, а также путём наследования, покупки, обучения. Команчи верили во Всевышнего Создателя Ниатпо (Мой Отец), иногда соотносившегося с Солнцем, Непиа (Земля), духов и загробную жизнь. Основными героями мифов животного цикла были Койот и Лис.
Умерших хоронили почти сразу же после кончины, в узкой могиле, обычно на вершине холма. Могилу закрывали камнями и иногда приносили в жертву коня покойного. Затем следовал период траура, во время которого от родственниц покойного требовалось громко выражать своё горе. Племенные советы неизменно начинались с церемонии курения трубки, на которой первая затяжка посвящалась Великому Духу.
Пляска Солнца не была распространена среди команчей.
Когда в конце XIX века среди равнинных племён распространилась Пляска Духа, команчи в ней не участвовали. В конце XIX века распространился пейотизм, а затем христианство.
Ныне среди команчей есть методисты, баптисты, приверженцы Туземной американской церкви Северной Америки (пейотисты).

## Память
- Красный муравей Pogonomyrmex comanche получил своё название в честь команчей.

### В литературе
В художественном романе «Всадник без головы» (1865) Майн Рид упоминает о конных команчах, нападений которых опасались обитатели форта Инге в Техасе. Мексиканские разбойники даже специально переодевались в индейцев (надевали мокасины и перья, а также разукрашивали себя краской), чтобы навести страх на своих жертв.

В сатирическом романе «Двенадцать стульев» Ильфа и Петрова команчи упоминаются в начале 6 главы, когда Остап Бендер договаривается о доле сокровищ с Ипполитом Матвеевичем:
"Ну, по рукам, уездный предводитель команчей!"

### Кинематограф
Команчи являются персонажами американских фильмов в жанре вестерн, создатели которых в угоду зрителю нередко преувеличивают жестокость и воинственность этого народа.
- 1920 — немой вестерн «Дочь рассвета[англ.]» (англ. Daughter of Dawn) является одним из первых фильмов, где снимались коренные американцы (300 кайова и команчей)[32].
- «Территория команчей» (1950) и «Команчи!» (1956) американского режиссёра Джорджа Шермана, вторая из которых посвящена Куане Паркеру,
- экранизации одноимённых романов техасского писателя Ларри Макмертри:
  - 1956 — «Искатели» режиссёра Джона Форда,
  - 1996 — «Тропа мертвецов» режиссёра  Ива Симоно,
  - 2008 — «Луна команчей» режиссёра  Саймона Уинсера.
- 1987 — в советском комедийном вестерне «Человек с бульвара Капуцинов» отряд команчей совершает налёт на Санта-Каролину с целью посмотреть кино.

### На иностранных языках
- Hoebel E.A. The Comanches: lords of the south plains, Norman, 1952.
- Secoy, Frank (1953) Changing Military Patterns on the Great Plains (17th century through early 19th century) (Monograph of the American Ethnological Society, No. 21) J. J. Augustin, Locust Valley, N.Y., OCLC 2830994
- Streissguth, Thomas (2000) Indigenous Peoples of North America: The Comanche Lucent Books, San Diego, Calif., ISBN 1-56006-633-4, Juvenile audience
- Thomas, Alfred Barnaby (1940) The Plains Indians and New Mexico, 1751—1778: A collection of documents illustrative of the history of the eastern frontier of New Mexico University of New Mexico Press, Albuquerque, OCLC 3626655